# Hemigrammus pulcher
Hemigrammus pulcher (Ladiges, 1938) è un pesce osseo d'acqua dolce appartenente alla famiglia Characidae.

## Distribuzione e habitat
Endemico dell'alto bacino idrografico del Rio delle Amazzoni.

## Descrizione
La taglia massima raggiunge i 4,5 cm.

## Alimentazione
Hemigrammus pulcher si nutre di invertebrati e materiale vegetale.

## Riproduzione
Da quello che si è potuto osservare negli individui in cattività le uova vengono deposte tra le piante e si schiudono dopo 24 ore al massimo.

## Acquariofilia
Comune negli acquari. Va tenuto in gruppi di non meno di 5 esemplari, in una vasca di almeno 60 cm di lato.

## Conservazione
L'areale della specie è ampio, le popolazioni sono stabili e non sono note minacce peoccupanti, per questo la IUCN non considera questa specie come minacciata di estinzione. L'unico impatto noto è la cattura per il mercato degli acquariofili ma non sembra portare a riduzione numerica delle popolazioni.